# Zora Klostermann

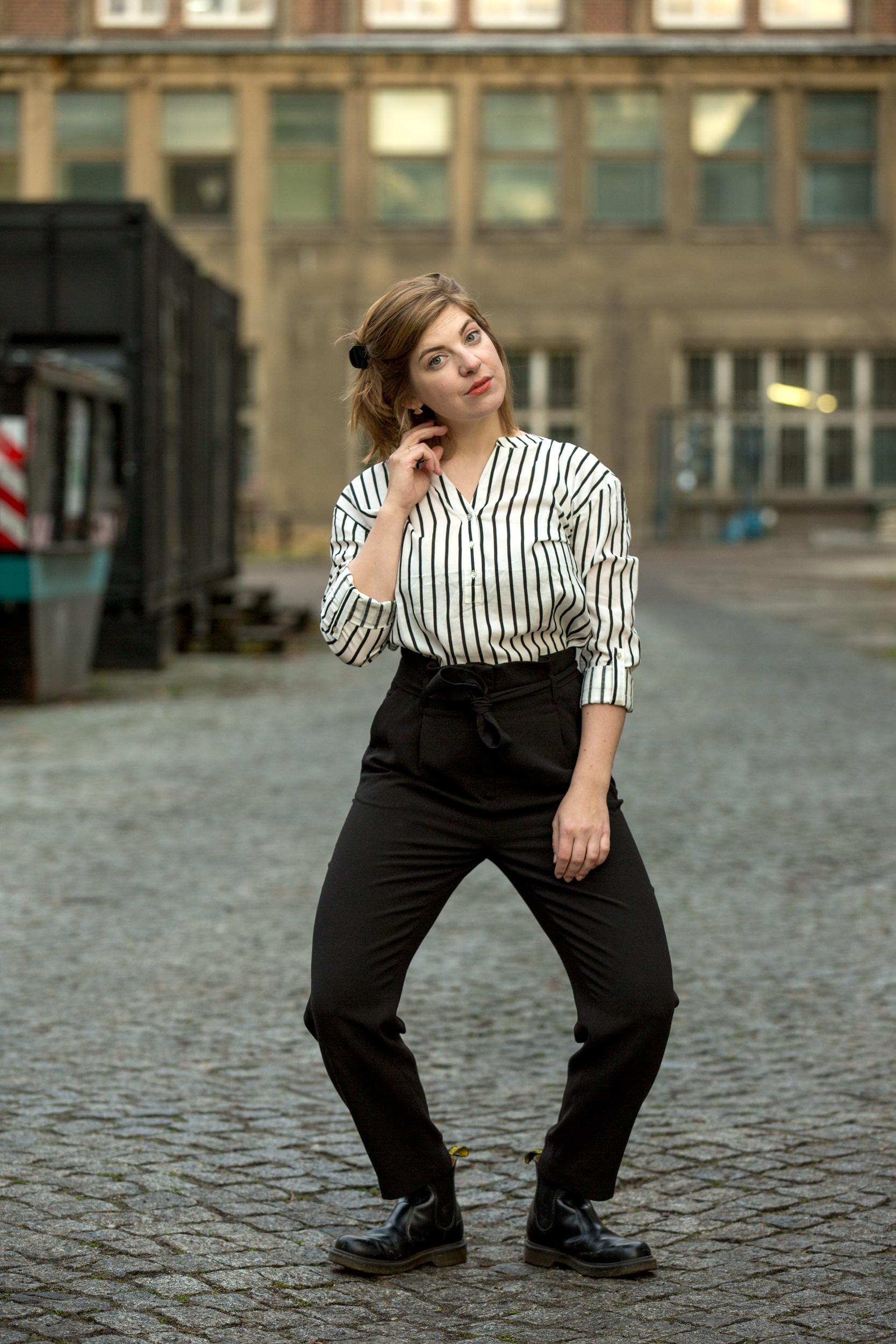
Zora Klostermann (Berlin, 2020)

Zora Klostermann (* 21. April 1987 in Herdecke) ist eine deutsche Theater- und Filmschauspielerin.

## Leben
Zora Klostermann wuchs in Fröndenberg im Ruhrgebiet auf und sammelte erste Theatererfahrungen während der Schulzeit in der Theatergruppe der Schule, die von ihrer Mutter, einer Dramaturgin und Theaterpädagogin, geleitet wurde. Sie partizipierte danach aktiv in Workshops des Jugendclubs des Schauspielhauses Bochum und des Gelsenkirchener Musiktheaters im Revier.
2004 wurde sie Mitglied des Jugend-Ensembles „bloßgestellt“ des „theaters narrenschiff“ in der Lindenbrauerei in Unna. 2006 spielte sie in einer Gastproduktion der Studiobühne der Lindenbrauerei und wurde im gleichen Jahr festes Ensemblemitglied der Bühne. Nach dem Abitur begann sie 2009 mit dem Schauspielstudium an der Folkwang Hochschule in Essen, welches sie 2013 mit dem Diplom abschloss. Noch während des Studiums spielte sie die Hauptrolle der Suse in dem Spielfilm Pixelschatten (ZDF Kleines Fernsehspiel).
Am Schauspielhaus Bochum spielte sie unter anderem in Spiel des Lebens von Lutz Hübner unter der Regie von Martina van Boxen. Die Inszenierung wurde 2012 mit dem Ensemblepreis beim Bundeswettbewerb deutschsprachiger Schauspielstudierender ausgezeichnet. Von 2013 bis 2018 war sie Ensemblemitglied am Hans Otto Theater in Potsdam. und spielte in der Zeit unter anderem das Gretchen in Urfaust, Marianne in Geschichten aus dem Wiener Wald und Ophelia in Hamlet. Zora Klostermann ist außerdem als Sprecherin tätig und lebt mit ihrer Familie im Ruhrgebiet.

## Rollen

### Theater (Auswahl)
- 2005: „Jody“ in Hotel Tarantino, Theater Narrenschiff, Unna
- 2006: „Julie“ in norway.today von Igor Bauersima, Theater Narrenschiff, Unna
- 2006: „Yvy“ in Factory von Igor Bauersima und Réjane Desvignes, Theater Narrenschiff, Unna
- 2006: „Hermia“ in Ein Sommernachtstraum von William Shakespeare, Theater Narrenschiff, Unna
- 2006: „Wendla“ in Frühlings Erwachen von Frank Wedekind, Theater Narrenschiff, Unna
- 2007: „Julia“ in Romeo und Julia von William Shakespeare, Theater Narrenschiff, Unna
- 2010: „Der Turm“ (Ina Rohde/Swetlana) von Uwe Tellkamp – Regie: Tobias Wellemeyer (Hans Otto Theater Potsdam)
- 2010: „Teiresias“ in Antigone, Schauspielhaus Bochum (Regie: Adewale Teodros Adebisi)
- 2012: „Zora“ in Spiel des Lebens von Lutz Hübner, Schauspielhaus Bochum (Regie: Martina van Boxen)
- 2012: „Marie“ in Liliom von Ferenc Molnár, Pina Bausch Theater, Essen (Regie: Sandra Reitmayer)
- 2013: „Gabriella“ in Wie im Himmel von Kay Pollak, Hans Otto Theater, Potsdam (Regie: Stefan Otteni)
- 2013: „Louisa“ in Die Opferung von Gorge Mastromas von Dennis Kelly, Hans Otto Theater, Potsdam von Dennis Kelly (Regie: Elias Perrig)
- 2013: „Gretchen“ im Urfaust von Johann Wolfgang von Goethe, Hans Otto Theater Potsdam (Regie: Alexander Nerlich)
- 2014: „Maria“ in Was ihr wollt von William Shakespeare, Hans Otto Theater Potsdam (Regie: Michael Talke)
- 2014: „Mila“  in Richtfest von Lutz Hübner, Hans Otto Theater Potsdam (Regie: Isabel Osthues)
- 2015: „Ophelia“ in Hamlet von William Shakespeare, Hans Otto Theater Potsdam (Regie: Alexander Nerlich)
- 2015: „Marianne“ in Geschichten aus dem Wienerwald von Ödön von Horvath, Hans Otto Theater Potsdam (Regie: Alexander Nerlich)
- 2015: „Alice“ in Nur Pferden gibt man den Gnadenschuss von Sydney Pollack, Hans Otto Theater Potsdam (Regie: Niklas Ritter)
- 2015: „Cathrin“ in 3000 Euro von Thomas Melle, Hans Otto Theater Potsdam (Regie: Wojtek Klemm)
- 2017: „Maria Goldmann“ in Abend über Potsdam von Lutz Hübner, Hans Otto Theater Potsdam (Regie: Isabel Osthues)
- 2017: „Morris“ in Die Netzwelt von Jennifer Haley, Hans Otto Theater Potsdam (Regie: Alexander Nerlich)
- 2018: „Jule“ in Unterleuten von Juli Zeh, Hans Otto Theater Potsdam (Regie: Tobias Wellemeyer)
- 2021: „Sophie Scholl“ in Name: Sophie Scholl von Rike Reiniger, Scaramouche Menden (Regie: Kirsten Ullrich-Klostermann)

### Film (Auswahl)
2011 Pixelschatten (ZDF Kleines Fernsehspiel) Regie: Anil Jacob Kunnel Rolle: Suse (Hauptrolle)
2015 Die Bewerbung (FH Dortmund) Regie: Irina Heckmann Rolle: Donka (Hauptrolle)
2021 Geranien (ZDF Kleines Fernsehspiel) Regie: Tanja Egen